# Плугатарь (Днепропетровская область)
Плугатарь (укр. Плугатар, до 2016 года — Червоный Плугатарь, укр. Червоний Плугатар) — село,
Новомалиновский сельский совет,
Широковский район,
Днепропетровская область,
Украина.
Код КОАТУУ — 1225886610. Население по переписи 2001 года составляло 72 человека.

## Географическое положение
Село Плугатарь находится в 2-х км от левого берега реки Вербовая,
на расстоянии в 2 км от села Александрия.
По селу протекает пересыхающий ручей с запрудой.